# ジェジュン
キム・ジェジュン（朝: 김 재중、中: 金 在中、英: Kim Jae Joong、1986年1月26日 - ）は、韓国出身の男性歌手。2001年からSMエンタテイメントの練習生になる。2003年の12月26日のデビューから2009年までは東方神起のメンバーであった。それ以降はJYJのメンバーとして活動し、2017年以降はソロ歌手として活動している。韓国の所属事務所はSMエンタテインメント→CJeS STUDIOS（旧社名C-JeS Entertainment）→iNKODE。日本の所属事務所はエイベックス・マネジメント→JB's（マネジメント会社はケイダッシュ）→iNKODE JAPAN。

## 経歴
2001年9月、15歳でSMエンタテインメントのオーディション「第2回SMベスト選抜大会」スタイルトップ部門で1位となり練習生となる。事務所があるソウルへ単身で上京したため、その生計のために早朝から深夜までアルバイト（新聞配達、工事現場、食堂など）をしながら、レッスンに通っていた。やったことがないバイトがないというほど多くの仕事をし、映画のエキストラなどもしていた（『ブラザーフッド』の遺体発掘現場団員役など）。
2003年12月26日、東方神起として韓国SBSの特別番組に出演しデビュー。
2004年1月15日、東方神起としてシングル『HUG』でCDデビュー。
2005年4月27日、東方神起としてシングル『Stay With Me Tonight』で日本デビュー。9月にダンスの練習中に足を負傷し、ファーストライブではダンスが出来なかった。
2008年、高校を中退後に入学した河南高等学校を卒業。
2009年、ユチョンやジュンスと韓国の化粧品ブランドCreBeauを運営する中国法人に投資し、ソウル市で販売代理店の運営を始める。
7月、事務所の待遇改善を提起し、人間として基本的な権利、自由を求め、東方神起のメンバーであったユチョン、ジュンスとともに、SMエンタテインメントに対し専属契約効力停止の仮処分申請を裁判所に提出した。。11月5日に、初主演映画『天国への郵便配達人』（日本・韓国共同制作）が韓国で公開された（その後日本でも2010年5月29日より公開）。
2010年4月、ユチョン、ジュンスと「JUNSU/JEJUNG/YUCHUN」を結成し、後にJYJに改名。4月15日から放送された日本のドラマ『素直になれなくて』（フジテレビ系木10ドラマ）でドラマ初出演。
2011年、JYJワールドツアーコンサートのアジア地域で開催された公演の総監督を務め、音楽、振付、舞台効果、音響、照明、衣装などすべてを演出した。この実績を評価され、6月11日 - 12日に韓国の高麗大学ファジョン体育館特設ステージで開催された新体操選手ソン・ヨンジェの初ガラショー「LG Whisen Rhythmic All Stars 2011」の舞台監督として音楽の選定および編曲、舞台効果、振り付け、衣装スタイリングの演出を行った。
2012年11月28日、JYJとSMエンタテインメントは、双方が締結したすべての契約を2009年7月31日に終了し、これに関するすべての訴訟を取り下げ、今後の活動に干渉しないという合意をして和解が成立した。
2013年1月17日、韓国で初のソロミニアルバム『I』を発売。『I』収録曲の「ONE KISS」が、音源発売当日に5カ国のiTunes総合TOP、9カ国のロックチャートで1位を獲得した。1月から6月にかけてアジアツアー「Your, My and Mine」を開催。同ツアーは韓国、タイ、中国(上海、南京)、香港、台湾を巡り、アジアツアーのグランドフィナーレとして「Kim Jaejoong Grand Finale Live Concert and Fan meeting」を日本（横浜アリーナ）で開催した。10月29日に韓国で初のソロフルアルバム『WWW』を発売。11月から2014年1月にかけてアジアツアー「2013 Kim Jae Joong 1st Album Asia Tour Concert」を開催。日本では11月に横浜スタジアム、12月に大阪城ホール、2014年1月に名古屋の日本ガイシホールで開催された。
2014年1月25日・26日に、誕生日を記念した特別な公演として「2014 Kim Jae Joong 1st Album Asia Tour Concert ＆ J party」をソウルの高麗大学和汀体育館で開催。5月5日から初主演ドラマ「トライアングル」が韓国MBCで放送開始。8月、デビュー10周年を記念したプレミアムフレーム切手（日本）を発売。
2015年1月9日から主演2作目となるドラマ『スパイ〜愛を守るもの〜』が韓国KBSで放送開始。1月21日・25日にバースデーファンミーティング『2015 KIM JAE JOONG J-PARTY IN YOKOHAMA』を横浜アリーナで、1月26日に『2015 KIM JAE JOONG J-PARTY IN SEOUL』をソウルの蚕室室内体育館で開催した。3月4日、現役入隊日を発表 。同月24日にドラマ『トライアングル』ファンミーティングを横浜アリーナで開催。同月28・29日にソウルの高麗大学和汀体育館でコンサート『2015 KIM JAE JOONG CONCERT IN SEOUL［The Beginning of The End］』を開催 。3月31日に入隊（兵役のため芸能活動を休止）。陸軍1師団新兵教育隊に入所後、陸軍55師団軍楽隊で軍服務。後に特級戦士であることをVliveで自称している。
2016年2月12日、韓国で2ndソロフルアルバム『NO.X』を発売。韓国のランキングのほかグローバル16ヶ国のiTunesランキング1位を獲得した。2月9日・10日に東京の代々木体育館でホログラムコンサート『2016 Kim Jae Joong 2nd Album Hologram real live Concert in Japan』を開催。4月9日にソウルのYES24ライブホールでホログラムコンサート『2016 KIM JAE JOONG 2nd ALBUM HOLOGRAM REAL LIVE CONCERT in SEOUL』を開催。12月30日に除隊。除隊翌日の12月31日にソウルCOEXライブプラザにて除隊後初めてのファンサイン会（ミニファンミーティング）を開催した。
2017年1月から4月にかけて、除隊後初となるコンサート・ツアー『2017 KIM JAEJOONG ASIA TOUR "The REBIRTH of J"』を行った。同ツアーは1月のソウルを皮切りに、横浜、大阪、名古屋、埼玉などの日本を経て、香港、タイ、マカオ、台湾まで9つの都市で13万人を動員し、ジェジュンの高い人気を証明した。8月9日から主演3作目となるドラマ『マンホール』が韓国KBS 2TVで放送開始。その後日本で個人事務所「JB's」を立ち上げて、芸能事務所「ケイダッシュ」にマネジメントを受けた。
その後12月1日にはジェジュン単独の日本公式ファンクラブ「JAEFANS」がオープンした。
2018年2月1日に東京ドームシティホールでファンクラブ限定イベント『Bright Starts in Japan 2018』を開催し、日本でのソロ活動を開始。同月23日にJリーグのサガン鳥栖ホーム開幕戦ハーフタイムショーに出演。3月にフジテレビ系『痛快TV スカッとジャパン』の再現ドラマに出演し、コンビニ店員とパティシエ役を演じた。また出演中のWebバラエティ『フォトピープル写真展 - Le Premier Pas』が池袋で開催された。6月27日にソロとして日本で初のCDシングル『Sign/Your Love』を発売、10月24日に2ndシングル『Defiance』を発売した。6月26日からライブツアー『The Reunion in Memory』開催、更に9月17日からジェジュン初のソロホールツアー『JAEJOONG Hall Live Tour 2018 ~SECRET ROAD~』を開催した 。
2019年4月10日にソロとして日本で初のアルバム『Flawless Love』を発売し、同日からアリーナツアー『JAEJOONG ARENA TOUR 2019 ～Flawless Love～』を開催。5月6日にNHK『LIFE!〜人生に捧げるコント〜』に出演。5月10日に日本テレビ『アナザースカイⅡ』に出演。9月25日に初のカバーアルバム『Love Covers』を発売。『Love Covers』オリコン1位記念ライブ『J-JUN LIVE 2019 ～Love Covers～』を11月16日・17日に開催。そのカバーアルバム『Love Covers』が第61回日本レコード大賞「企画賞」を受賞し、12月30日にTBS『第61回『輝く！日本レコード大賞』』に出演した。
2020年1月14日、韓国で2ndソロミニアルバム『愛謡[애요]』を発売。韓国のランキングのほかグローバル22ヶ国のiTunesK-POPアルバムチャートで1位、11ヶ国のオールジャンルチャートでも1位を獲得した。3月11日に日本3rdシングル『Brava!! Brava!! Brava!!/Ray of Light』を発売。5月3日にNHKBSプレミアム『玉置浩二ショー』に出演。7月29日、日本カバーアルバム第2弾『Love Covers Ⅱ』を発売。8月1日から放送された日本テレビ『僕は歌が歌いたい』（全8回）でシチュエーションコメディーに挑戦。番組と連動した『J-JUN LIVE BOKUNOUTA 2020』を10月3日に日本国内から配信。12月5日に韓国から生配信するオンラインライブ『THE LAST ON-CERT』を開催した。
2021年3月31日に日本4thシングル『BREAKING DAWN (Japanese Ver.) Produced by HYDE』を発売（日本語・韓国語・英語の3か国語バージョンあり）。3月からBSスカパー!で冠番組『ジェジュンJ！』放送（全6回）。7月2日から密着ドキュメンタリー映画『ジェジュン：オン・ザ・ロード』（原題：「ON THE ROAD an artist’s journey」）が劇場公開された。
2022年、新型コロナウイルス感染症拡大等の影響により、有観客ライブやイベント等の活動を中止していたが、4月14日に日本で2年3か月ぶりの有観客ライブ「J-JUN THURSDAY PARTY with JAEFANS 2022」を開催した。9月13日、韓国で3rdフルアルバム『BORN GENE』を発売。9月17日・18日にソウル、同月23日にマレーシア、10月8日にタイで「2022 KIM JAE JOONG ASIA TOUR CONCERT」を開催した。10月29日から、約3年半ぶりの日本全国ツアー「J-JUN LIVE TOUR 2022～Fallinbow～」を開催（5都市13公演）。12月2日に開催された東京公演2日目(国立代々木競技場第一体育館)には、2022年11月9日に発売された日本2ndアルバム『Fallinbow』の楽曲制作に参加したSUGIZO、HYDE、中島美嘉がゲスト出演。このライブはCSテレ朝チャンネル1で生中継され、2023年1月22日には舞台裏や独占インタビューを加えた"完全版"がCSテレ朝チャンネル1で放送された。11月4日から12月16日に、フジテレビで冠番組『JJジャーニー』（全6回）が放送された。
2023年1月2日にバンテリンドームナゴヤで開催された『KROSS vol.1-kpop masterz-』に出演した。4月22日を最後に、韓国所属事務所CJeS STUDIOS（旧社名C-JeS Entertainment）との専属契約が満了し、独立した。5月4日、CUBEエンターテインメント副社長出身のノ・ヒョンテ代表と共に、韓国の新事務所iNKODEを設立し、iNKODEの所属アーティスト兼CSO（最高戦略責任者）として、本人の活動だけでなく新人アーティストの育成にも参加する予定と発表した。6月18日さいたまスーパーアリーナで開催された初の海外公演『2023 DREAM CONCERT in JAPAN』に出演した。ステージの最後はジュンスとも共演した。7月25日、韓国ソウルで、日本への観光客誘致のための観光庁主催のイベントに参加をし青森県八戸の魅力を語った。9月30日から11月26日にかけて、カバーアルバム『Love Covers』シリーズを引っ提げた全国ツアー「J-JUN LIVE TOUR 2023 with Love Covers」を全国7都市14公演全国ツアーを開催した
。11月2日に行われた神奈川パシフィコ横浜国立大ホール公演の模様がCSテレ朝チャンネル1で生中継された。12月14日、ジェジュンはフィリピン・アリーナで開催された2023Asia Artist Awards IN THE PHILIPPINESに出席し、「Best Choice Award」（ベストチョイス賞）、「Top of K-pop Record Award」（K-POPトップレコード賞）を受賞した。韓国主催の授賞式での歌唱披露は15年ぶりであった。
2024年1月19日から21日までの3日間、韓国のソウルブルースクエアマスターカードホールでデビュー20周年を記念したファンコンサート「2024 KIM JAE JOONG Special J-PARTY Fanconcert "I'M TWENTY" in Seoul」を開催。2月10日と11日に横浜ぴあアリーナ、3月2日と3日に福岡国際センターでデビュー20周年を記念するファンコンサート「2024 KIM JAE JOONG Special J-PARTY Fan concert "I'm TWENTY” in JAPAN」を開催した

。3月、韓国地上波テレビでバラエティ番組『コンビニレストラン』に出演。2009年に東方神起を脱退してから、15年ぶりの母国の地上波テレビ番組出演であった。6月26日、ファンへの愛と感謝の気持ちが込められた、デビュー20周年を記念する正規アルバム『FLOWER GARDEN』が発売された。このアルバムは、ジェジュンがiNKODE Entertainmentの創立後、長い間準備をし、ほとんどのトラックに作詞として参加し、アルバムの完成度を一層高め、様々なジャンルに挑戦をして披露された
。
ビルボードジャパンダウンロード１位となり、また、このアルバムのタイトル曲『Glorious Day』は、日本、タイ、トルコ、サウジアラビア、ポルトガルを含む世界16カ国で、iTUNESワールドワイドロック部門で1位を取るなど、好評を博し、2024年パリオリンピック韓国国営放送局KBSをはじめ、MBC、SBSの広報曲として採用されている。7月20日と21日にソウル奨忠体育館で『20TH ANNIVERSARY 2024KIM JAE JOONG ASIA TOUR CONCERT "FLOWER GARDEN" in SEOUL』を開催。8月29日、韓国エンターテイメント事業を手掛ける株式会社DLEの子会社Esplanadeと共に、株式会社iNKODE JAPANを設立した。9月7日、大阪京セラドームで行われた『2024 THE FACT MUSIC AWARDS』（TMA）にて「Hot stage of the year」「Artist of the year」の2つの賞を受賞。11月8日から10日にかけてジュンスと共に、ソウルオリンピック公園KSPOドーム(旧体操競技場)でデビュー20周年記念コンサート『JX 2024 CONCERT [IDENTITY] in SEOUL』を開催。12月14日と15日には埼玉ベルーナドームにて、日本公演『JX 2024 CNCERT [IDENTITY] in JAPAN』を開催
。
2025年1月25日と26日にソウル市KBSアリーナで誕生日イベント兼ミニコンサート「J-party"HOME”」、2月3日にパシフィコ横浜大ホールで「JAEJOONG MONDAY PARTY with JAEFANS 2025」を開催。同月16日、ソウル市奨忠体育館で開催された「32周年ハントミュージックアワード2024」で、「Great Male Artst」「Grand Wave  Musician」を受賞し、2冠を達成した。3月15日、16日、「2025 KIM JAE JOONG Asia Tour Concert J-Party“Home”in Japan」を千葉・幕張メッセ国際展示場ホールで開催。5月31日と6月1日に「2025 KIM JAEJOONG  ASIA TOUR CNCERT “Beauty in Chaos IN JAPAN"」を千葉幕張メッセ国際展示用ホールを開催した。EP『Beauty in Chaous』を携えたアジアツアーの日本公演で、ニコニコ生放送で独占生中継された。2025年6月19日、東京で行われた「日韓国交正常化60周年」記念イベントに招待を受けて参加し、壇上で挨拶をした。

## 人物・エピソード
- 本貫は金海金氏[110]。東方神起時代は、ヨンウン・ジェジュン（영웅재중、英雄在中、日本では、ヒーロー・ジェジュン）という芸名を使用していた。日本盤の曲タイトルや作詞曲名は「JEJUNG」と表記されている。韓国盤では、東方神起として活動していた時は「HERO」「영웅재중」「재중」。JYJになってからは、「김재중」または「재중」が使われている。2019年カバーアルバム発売日よりJ-JUNと表記が変更されている。
- 身長は180cm。体重は63kg。血液型はO型[3]（すべてJYJ公式プロフィールより）。2019年に公開されたウェブバラエティ番組『극한면접（極限面接）』（韓国）で、本当の身長は178.6cmで「180cmは私の夢の身長だ」と明かしている[111]。
- 目の横の長さ5cm、鼻の縦の長さ（高さ）6cm、肩幅50cm、腰囲（ウエスト）28.5インチ(2019 KIM JAE JOONG J-PARTY&MINI CONCERTで計測)[112]。
- 家族は、血縁関係のない義理の両親と、義理の姉が8人、末っ子長男（ジェジュンだけが養子[113] ）のジェジュンを含めて11人の大家族。子供時代は貧しかったため、古民家のような家に住み、子供達に個室はなくリビングに布団を並べて寝ていた。2022年2月放送『今夜くらべてみました』や同年11月放送「徹子の部屋」で、義理の両親に自らデザインを手掛けた広い家をプレゼントし親孝行できたことを「すごく幸せです」と語った[114][115]。
- 1番上の義理の姉とは20歳の年の差があり、その姉の長男はジェジュンの9歳年下。2023年4月時点で義理の甥・姪が合計13人いる（1番上の姉に子が2人、2番目の姉に2人、3番目の姉に2人、5番目の姉に1人、6番目の姉に2人、7番目の姉に1人、8番目の姉に3人の子がいる）[116][117]。
- 出身校は、公州中洞小学校[118]、公州大学校師範大学附設中学校（付属中学校）[119]。公州情報高校を中退[120]。河南高等学校に入学し卒業[121][122]。
- 球技は苦手[123]。

### 趣味・嗜好
- 激辛料理が大好き[124]。好きな日本食はカツ丼やホッケなど[125][126]。
- お酒好きで酒豪[127][128]。日本ではテキーラを好んで飲む[129]。
- 料理好きを公言しており[130][131][132]、「집밥 김선생（お家ご飯キム先生）」というタイトルで料理映像を配信したり[133]、バラエティ番組等で料理の腕前を披露している[134]。2018年と2019年には料理本写真集「JAEJOONG'S ROMANTIC RECIPES」を出版した[135][136]。
- 趣味は、ゲーム、音楽鑑賞[137]。2020年のインタビューでは、新たに見つけた趣味として、フラワーアレンジメント、木工、盆栽について語っている[138][139]。
- 好きな映画や印象に残っている映画は、『私の頭の中の消しゴム』『ライフ・イズ・ビューティフル』『タイタニック』『戦場のピアニスト』『プライベート・ライアン』『容疑者Xの献身』『道』『モダン・タイムス』などを挙げている[140][141][142][143]。

### 日本
- 日本では公演のMCやテレビやラジオ等の番組出演時も通訳を介さずに日本語を理解し話している。
日本で先生から日本語を３ヶ月ほど習ったが、上達するために独学でも学んだ。"ニュース・バラエティ・ドラマ等の様々なコンテンツをテレビで視聴して学習した"[144]、"日本の居酒屋で一人飲みをし店内の日本語に触れるとともに、初対面の方と会話をすることで知らない日本語を学んだ"[145][146]とテレビ番組で明かした。『1億人の大質問！？笑ってコラえて！』の飲み歩き企画「朝までハシゴの旅」や『徹子の部屋』等に出演した際には、日本語力だけでなくコミュニケーション力の高さも話題となった[147][148][149]。
HYDEがプロデュースした楽曲「BREAKING DAWN」では日本語でのラップにも挑戦している[150]。

- 「アナザースカイII」（2019年出演）では、日本で活動を開始した当初住んでいた目黒川沿いを散策しながら、思い出や今後について語った。"日本は「距離とも関係なく時間とも関係なく、心から話しかけてくれる」「一番たくさんの希望とか勇気を与えてくれた国」"だと語った[151][152]。

### 音楽
- 自身の曲の作詞・作曲・編曲や他アーティストへの楽曲提供も行っている。韓国での4枚目のアルバム『MIROTIC』の制作にあたって30作品以上の作曲をしていたが、「自分たちの曲より良い曲が多かった」ため、次の機会に延ばしたことを明かしている[153]。
- 15歳の時にロックを聴いて衝撃を受け、最初に好きになった日本のロックバンドはX JAPAN[154]。
- 楽曲「守ってあげる」（ジェジュン作詞、日本語詞：SHIKATA）は、ジェジュンとファンが一緒に歌う、ライブの定番曲（サビはファンがアカペラで大合唱）[155][156][157]。原曲は韓国語バージョンの「지켜줄게」[158]（ドラマ『ボスを守れ』OST／音源配信のみ）で、日本語バージョン「守ってあげる」[動画 1]（アルバム『Flawless Love』収録）と、中国語バージョン「守护你」[動画 2]（動画配信のみ）がある。
- カバー曲を歌う時に大事にしていることについて、「できる限り原曲アーティストの方の感情に寄せていって“匂い”を感じられるように歌うようにしている」「原曲のイメージを大事にするためにも、歌詞をよく理解すること」「原曲を傷つけないように同じ目線でうまく歌いたい」などとインタビューで語っている。尾崎豊の『Forget-me-not』カバーでは、ライブ映像で見た、声が割れようがお構いなしに力強く歌う尾崎豊の雰囲気を出すために、原曲よりキーを4つあげて、声が出るか出ないか限界ギリギリで歌い表現している[159][160]。
- 中島みゆきの「化粧」をカバーし、ライブやテレビ番組等で度々歌っている[161][162][163]。「化粧」を好きな理由は"言葉と感情と歌が一つに溶け合うような感じがするから"と語っている[164]。「化粧」を再編曲して、ジェジュンが韓国語に翻案した歌詞を加えた韓国語バージョンも制作[165]。2019年に香港で開かれた第13回アジア・フィルム・アワードでは、1番を韓国語で2番を日本語で歌唱した[166][167][動画 3]。

### 交流関係
- SS501のリーダー、キム・ヒョンジュンとは練習生時代からの付き合いで、一時共同生活を送っていたほどの仲[168]。
- 2009年に韓国でデビューした歌手のテグンとは小学校からの親友で、そのよしみからテグンのデビュー曲のミュージック・ビデオにも出演している[169]。
- チャン・グンソクとは親しい友人として、一緒に撮影した写真をSNSに投稿したり[170]、テレビ番組等で話題にしている[171][172][173]。ドキュメンタリー映画『ジェジュン：オン・ザ・ロード』にはチャン・グンソクがジェジュンについて語るインタビュー映像も収められている[174][175]。
- L'Arc〜en〜CielのHYDEから音楽的な影響を多く受け、「僕の神みたいな存在」であると、HYDEのファンであることを度々語っている[176]。HYDEとの初対面は入隊（2015年）直前の時期[177]。2018年10月19日放送の『ミュージックステーション』でテレビ初共演[178][179]。同年10月28日にHYDE企画のハロウィンライブイベント「HALLOWEEN PARTY 2018」に出演[180][181][182]。 ジェジュンの日本4thシングル「BREAKING DAWN」はHYDEが楽曲提供・プロデュースした[183]。
- 「J-JUN LIVE TOUR 2022 ～Fallinbow～」東京公演2日目(国立代々木競技場第一体育館)にHYDE、SUGIZO、中島美嘉がゲスト出演し、HYDEはジェジュンへの楽曲提供男について、MCで「ジェジュンだから書いたんですよ」と話した[184][185]。このときのことは2024年7月から始まったコンサート・ツアー『20TH ANNIVERSARY 2024 KIM JAE JOONG ASIA TOUR CONCERT “FLOWER GARDEN” in JAPAN』の2日目のMCでも語っている[186]。2019年5月と2022年12月に開催した和歌山公演では、HYDEからサプライズでラーメンケータリング（キッチンカー）の差し入れがあった。2022年12月18日の和歌山公演には、HYDE自らがジェジュンの公演会場を訪れ激励した[187][188][189]。
- 複数の楽曲をカバーし、コラボレーション作品を作ったこともある中島美嘉とも交流があり、「20TH ANNIVERSARY 2024 KIM JAE JOONG ASIA TOUR CONCERT “FLOWER GARDEN” in JAPAN」の横浜公演1日目に観客として見に来ていたことを翌日のMCで語った[190]。
- 毎年6月下旬になると、パク・ヨンハの墓参りに訪れている[191]。東方神起が日本活動のために、パク・ヨンハから助言を受けるなど親交があった。彼が亡くなる前日の夜に、仕事でアメリカで滞在しているジェジュンに連絡をしており、韓国に帰ってから一緒にお酒を飲もうと約束した親しい仲だった[192]。2011年に発表されたジェジュン作詞作曲編曲の『In Heaven』は、パク・ヨンハを追悼して作られた曲である。
- 直木賞作家で、日本を代表する作詞家のなかにし礼は、『LOVE COVERS』のアルバムを聴きジェジュンの歌声を称賛。韓国アルバム『愛謡』で「歌というよりは魂の慟哭である。」と賛辞を贈っている[193]。なかにし礼は、ジェジュンの代表作を作りたいと願っていたと言われるが、2020年12月に逝去。その願いは叶わなかったが、その後音楽プロデューサーで作詞作曲家の松尾潔に引き継がれている[194]。

### エピソードなど
- 人生で最も苦手（下手）なことは旅行のための荷造り[195][196]。
- 子どもの頃に憧れた職業はスーパーマーケットのオーナー[197]。
- 東方神起時代に、その圧倒的な美男子ぶりから”ビジュアルショック（비주얼 쇼크）”（略して”ビショ（비쇼）”）というキャッチフレーズ（ニックネーム）がつけられた[198][199]。
- 2007年7月、中国の星空衛星テレビのアンケート「アジア花美男」（一か月間、約4000万人対象）で417万票以上で首位となった[200]。
- 2011年3月、JYJとして東日本大震災の復興事業支援に6億ウォン(約4300万円)を寄付した[201]。相馬市にはガイガーカウンター1000個(約2000万円相当分)を寄付している[202]。
- 2015年3月31日から2016年12月30日まで兵役に服す。軍務服役中は真面目に取り組み、ジェジュンは特級戦士であることをVliveで自称している[203]。
- 韓国のテレビ番組で、便器を素手で丁寧に拭くなど、率先していちばん大変なことをする様子などが明らかになり、軍仲間で信望され、尊敬されている[204]。
- 2017年、韓国を訪問中のタイのファンが突然倒れ、昏睡状態になったときに、病院に見舞いに行き、治療費に困っている家族に対し、2千万ウォン（約2百万円）を寄付している[205]。
- 2018年、西日本豪雨災害のときは、少ない休日を利用して広島まで足を運び、酷暑の中、泥かきや瓦礫撤去のボランティア作業を行った[206]。
- 2020年4月、インスタグラムに新型コロナウイルスに感染入院したという文を投稿し、波紋を広げたが、防疫意識を高めるためのものだったと述べた[207][208]。暫くの間テレビ番組への出演等、芸能活動を自粛した。新型コロナウィルス感染拡大防止のため医療従事者に寄付を行い[209]、支援をしている[210]。また、4月17日に特定非営利活動法人ジャパンハート主催のプロジェクトに参加した[211]。
- 2020年6月、韓国で兵役仲間達と堆肥作りの奉仕活動を行った[212]。
- 2023年12月、ジェジュンは韓国でファン達を募集し韓国ソウルで煉炭配りのボランティア活動を提案し行った[213]。
- 2023年12月、ソウル市子ども病院で開催される「奇跡のオーディション」にスペシャルメンタルコメンテーターとして出席し、発達障害を患う子どもたちと心温まる年末のひとときを過ごした[214]。
- 2024年12月21日、ソウル市こども病院で開催されたクリスマス音楽会「サンタのあたたかいプレゼント」公演に参加し[215]。
- 2024年12月30日、ジェジュンの所属事務所iNKODEのアーティスト達と全職員が、ソウル森林総合社会福祉館を訪れ、白菜300株のキムチ作りと支援金とプレゼントを贈呈した[216]。

## ディスコグラフィ

### 日本

#### シングル
| 順  | 発売日         | タイトル                                     | 初収録アルバム    | 最高順位 (Oricon) |
| --- | -------------- | -------------------------------------------- | ----------------- | ----------------- |
| 1st | 2018年6月27日  | Sign / Your Love                             | 『Flawless Love』 | 2位               |
| 2nd | 2018年10月24日 | Defiance                                     | 『Flawless Love』 | 3位               |
| 3rd | 2020年3月11日  | Brava!! Brava!! Brava!! / Ray of Light       | 『Fallinbow』     | 1位               |
| 4th | 2021年3月31日  | BREAKING DAWN(Japanese Ver.)Produced by HYDE | 『Fallinbow』     | 1位               |

#### フル・アルバム
| 順  | 発売日        | タイトル      | 最高順位 (Oricon) |
| --- | ------------- | ------------- | ----------------- |
| 1st | 2019年4月10日 | Flawless Love | 1位               |
| 2nd | 2022年11月9日 | Fallinbow     | 2位               |

#### カバー・アルバム
| 順  | 発売日        | タイトル        | 収録曲 | 最高順位 (Oricon) |
| --- | ------------- | --------------- | --- | ----------------- |
| 1st | 2019年9月25日 | Love Covers     | 1. 愛してる（歌・中島美嘉、作詞・作曲：H） 2. 未来予想図Ⅱ（歌・DREAMS COME TRUE、作詩・作曲：吉田美和） 3. First Love（歌・作詞・作曲：宇多田ヒカル） 4. メロディー（歌・作詞・作曲：玉置浩二） 5. 奏（かなで）（歌：スキマスイッチ、作詞・作曲：大橋卓弥／常田真太郎） 6. チキンライス（歌：浜田雅功と槇原敬之、作詞：松本人志 作曲：槇原敬之） 7. Forget-me-not（歌・作詞・作曲：尾崎豊） | 1位               |
| 2nd | 2020年7月9日  | Love Covers Ⅱ   | 1. for you...(歌：髙橋真梨子、作詞：大津あきら、作曲：鈴木キサブロー) 2. たしかなこと(歌・作詞・作曲：小田和正) 3. セカンド・ラブ(歌：中森明菜、作詞：来生えつこ、作曲：来生たかお) 4. 悲しい色やね(歌：上田正樹、作詞：康珍化、作曲：林哲司) 5. 別の人の彼女になったよ(歌：wacci、作詞・作曲：橋口洋平) 6. 少年時代(歌・作詞：井上陽水、作曲：井上陽水・平井夏美) 7. 逢いたくていま(歌・作詞：MISIA、作曲：佐々木潤) 8. To me ※FC盤のみ収録(歌：安全地帯、作詞：松井五郎、作曲：玉置浩二) | 1位               |
| 3rd | 2023年11月1日 | Love Covers III | 1. 会いたいな（作詞・作曲：手がクリームパン、編曲：城之内ミサ） 2. GLAMOROUS SKY（歌：中島美嘉、作詞：AI YAZAWA、作曲：HYDE、編曲：加藤大祐） 3. 愛しき日々の真ん中で（歌：平井大、作詞：EIGO(Only Inc.)/平井大、作曲：平井大、編曲：加藤大祐） 4. あなたがいることで（歌・作詞・作曲：Uru、編曲：城之内ミサ） 5. 僕が死のうと思ったのは（歌：中島美嘉・amazarashi、作詞・作曲：秋田ひろむ、編曲：加藤大祐） 6. 木蘭の涙（歌：スターダストレビュー、作詞：山田ひろし、作曲：柿沼清史、編曲：城之内ミサ） 7. 明日への手紙（歌：手嶌葵、作詞・作曲：池田綾子、編曲：佐久間誠、ストリングスアレンジ：城之内ミサ） | 1位               |

#### オリジナル・サウンドトラック・アルバム
| 発売日        | タイトル                                              | 形態   | 形態     | 規格品番   | 最高順位 (Oricon) |
| ------------- | ----------------------------------------------------- | ------ | -------- | ---------- | ----------------- |
| 2021年6月30日 | 映画「J-JUN ON THE ROAD」オリジナル・サウンドトラック | CD     | 通常版   | JJSW-01    | 6位               |
| 2021年6月30日 | 映画「J-JUN ON THE ROAD」オリジナル・サウンドトラック | CD+DVD | FC限定盤 | JJSW-02~03 | 6位               |

#### コラボレーション作品
|          | 発売日        | タイトル  | アーティスト            | 内容                     | 初収録アルバム | 規格品番                                                    | 最高順位 (Oricon) |
| -------- | ------------- | --------- | ----------------------- | ------------------------ | -------------- | ----------------------------------------------------------- | ----------------- |
| シングル | 2022年6月22日 | 六等星    | J-JUN with XIA（JUNSU） | ジュンスとのデュエット曲 | 『六等星』     | JJKD68-69 JJKD70-71 JJKD72 JJKD73                           | 2位               |
| アルバム | 2022年11月9日 | One Heart | J-JUN with中島美嘉      | 中島美嘉とのデュエット曲 | 『Fallinbow』  | JJKD 74-75 JJKD 76-77 JJKD 78-79 JJKD 80-81 JJKD 82 JJKD 83 | 2位               |

#### タイアップ
| 起用年 | 曲名                                         | タイアップ                                                                      |
| ------ | -------------------------------------------- | ------------------------------------------------------------------------------- |
| 2018年 | Defiance                                     | TBS系アニメ「ゾイドワイルド」オープニングテーマ                                 |
| 2019年 | Ray of Light                                 | MBS・TBS・BS-TBS アニメ「ランウェイで笑って」エンディングテーマ                 |
| 2019年 | 君だけになる前に                             | テレビ朝日特別ドラマ「離婚なふたり」メインテーマ曲                              |
| 2020年 | BREAKING DAWN(Japanese Ver.)Produced by HYDE | TOKYO MX・BS11 アニメ「NOBLESSE -ノブレス-」オープニングテーマ                  |
| 2022年 | 六等星                                       | 日本テレビ ドラマ「悪女（わる）〜働くのがカッコ悪いなんて誰が言った?〜 」主題歌 |

#### その他の楽曲
- Keyword／Maze（JEJUNG from 東方神起） （2008年3月12日、メイン・ソロ）
- been so long / JEJUNG & YUCHUN (from東方神起)  『m-flo TRIBUTE maison de m-flo』（2009年9月16日）
- COLORS~Melody and Harmony~ / JEJUNG & YUCHUN (from 東方神起) （2009年9月30日）
- 『너를 위해』君のために（2010年6月、ソロ、『THANKSGIVING LIVE IN DOME』ライブ・アルバムに収録）
- 『Maze』（2010年6月、ソロ、『THANKSGIVING LIVE IN DOME』ライブ・アルバムに収録）

#### 参加曲
- Just For One Day（天上智喜 feat. JEJUNG）（日本、2007年8月1日、「Piranha」天上智喜シングル） - 『エア・シティOST』韓国盤と日本盤 (AVCD-23521) にも収録

#### 映像作品
| 発売日         | タイトル                                                                 | 形態                                   | 形態           | 規格品番      |
| -------------- | ------------------------------------------------------------------------ | -------------------------------------- | -------------- | ------------- |
| 2014年1月12日  | KIM JAE JOONG YOUR MY＆MINE 2013 MINI CONCERT & FAN MEETING DVD          | 3DVD＋PHOTOBOOK120P                    | 日本国内盤     | 4944285025456 |
| 2015年1月6日   | 2013 Kim Jaejoong Grand Finale Live Concert and Fan Meeting In Japan DVD | 3DVD＋PHOTOBOOK＋ミニポスター3枚       | 日本国内盤     | 8809036446132 |
| 2015年3月15日  | 2015 KIM JAE JOONG CONCERT IN SEOUL “The Beginning of The End”DVD        | 3DVD＋PHOTOBOOK＋ミニポスター3枚       | 日本国内盤     | 4988159302786 |
| 2015年4月8日   | 2013 Kim Jae Joong 1st Album Asia Tour Concert in Japan DVD              | 3DVD＋PHOTOBOOK100P＋ミニポスター3枚   | 日本国内盤     | 4988159302687 |
| 2015年10月1日  | Kim Jae Joong 2014 Asia Tour Concert & J Party DVD                       | 3DVD＋PHOTOBOOK＋スタンドポスター3枚   | 日本国内盤     | 4988159302755 |
| 2016年7月8日   | 2015 KIM JAE JOONG J-PARTY IN SEOUL                                      | 3DVD＋PHOTOBOOK＋ミニポスター6枚       | 日本国内盤     | 4988159302816 |
| 2016年11月1日  | 2015 KIM JAE JOONG J-party in Japan DVD                                  | 3DVD＋PHOTOBOOK＋ミニポスター6枚       | 日本国内盤     | 4988159302847 |
| 2017年2月1日   | 2013 KIM JAE JOONG Asia Tour Concert 1st Album WWW in Seoul DVD          | 3DVD＋PHOTOBOOK＋ミニポスター6枚       | 日本国内盤     | 4988159302878 |
| 2017年7月26日  | 2017 KIM JAE JOONG ASIA TOUR"THE REBIRTH OF J"公演実況DVD                | 3DVD＋PHOTOBOOK250P                    | 日本国内盤     | 4560489858326 |
| 2018年2月26日  | 2017 KIM JAE JOONG ASIA TOUR FANMEETING in TOKYO DVD                     | 3DVD＋PHOTOBOOK205P                    |                | 8809333433378 |
| 2019年2月13日  | JAEJOONG The Reunion in memory                                           | 2DVD＋PHOTOBBOKLET180P＋豪華ケース仕様 | 初回生産限定版 | JJKD13~14     |
| 2019年2月13日  | JAEJOONG The Reunion in memory                                           | DVD＋PHOTOBBOKLET16P                   | 通常盤         | JJKD15        |
| 2019年12月25日 | JAEJOONG ARENA TOUR 2019～Flawless Love～                                | 2Blu-ray＋PHOTOBBOKLET16P              | 通常盤BD       | JJKD26~27     |
| 2019年12月25日 | JAEJOONG ARENA TOUR 2019～Flawless Love～                                | 3DVD＋PHOTOBBOKLET16P                  | 通常版DVD      | JJKD28~30     |
| 2019年12月25日 | JAEJOONG ARENA TOUR 2019～Flawless Love～                                | 2BD＋PHOTOBOOKLET68P＋三方背ケース仕様 | FC盤BD         | JJKD31~32     |
| 2020年7月29日  | J-JUN LIVE 2019 ～Love Covers～                                          | 1Blu-ray＋1CD＋PHOTOBBOKLET16P         | 通常版BD       | JJKD40~41     |
| 2020年7月29日  | J-JUN LIVE 2019 ～Love Covers～                                          | 2DVD＋1CD＋PHOTOBBOKLET16P             | 通常版DVD      | JJKD42~44     |
| 2020年7月29日  | J-JUN LIVE 2019 ～Love Covers～                                          | 2BD＋PHOTOBOOKLET68P                   | FC盤BD         | JJKD45~46     |
| 2020年7月29日  | J-JUN LIVE 2019 ～Love Covers～                                          | 4DVD＋PHOTOBOOLKET68P                  | FC盤DVD        | JJKD47~50     |
| 2022年3月16日  | JAEJOONG Hall Live Tour 2018~SECRET ROAD~                                | Blu-ray                                | 通常版         | JJKD62        |
| 2022年3月16日  | JAEJOONG Hall Live Tour 2018~SECRET ROAD~                                | DVD                                    | 通常版         | JJKD63        |
| 2022年3月16日  | JAEJOONG Hall Live Tour 2018~SECRET ROAD~                                | 2DVD＋PHOTOBOOKLET16P                  | FC盤TYPE-A     | JJKD64~65     |
| 2022年3月16日  | JAEJOONG Hall Live Tour 2018~SECRET ROAD~                                | 2DVD＋PHOTOBOOKLET16P                  | FC盤TYPE-B     | JJKD66~67     |

### 韓国

#### シングル
| 順  | 発売日 | タイトル | 初収録アルバム | 最高順位 (Gaon) |
| --- | ------ | -------- | -------------- | --------------- |
| 1st | 2013年 | Mine     | 『I』          | 8位             |

#### ミニ・アルバム
| 順  | 発売日        | タイトル   | 備考                        | 最高順位 (Gaon) |
| --- | ------------- | ---------- | --------------------------- | --------------- |
| 1st | 2013年1月17日 | I          |                             | 1位             |
| 1st | 2013年2月26日 | Y          | 『I』のリパッケージアルバム | 1位             |
| 2nd | 2020年1月14日 | 愛謡[애요] |                             | 1位             |

#### フル・アルバム
| 順  | 発売日         | タイトル         | 備考                          | 最高順位 (Gaon) |
| --- | -------------- | ---------------- | ----------------------------- | --------------- |
| 1st | 2013年10月29日 | WWW              |                               | 1位             |
| 1st | 2014年1月20日  | WWW 化粧を落とす | 『WWW』のリパッケージアルバム | 1位             |
| 2nd | 2016年2月12日  | No.X             |                               | 1位             |
| 3rd | 2022年9月13日  | BORN GENE        |                               |                 |

#### OST
- 『인사』 挨拶 (2006年2月、ソロ、韓国映画『百万長者の初恋OST』韓国盤と日本盤(AVCF-26136)に収録)
- 『잊혀진 계절』 忘れられた季節 (Forgotten Season) (2008年9月、ソロ、東方神起4集アルバム『MIROTIC』に収録[223])
- 『사랑아』 愛よ (My Love) (2009年、ソロ、日韓共同制作映画『천국의 우편배달부 (天国への郵便配達人)』OST)
- 『너에겐 이별 나에겐 기다림』 君には別れ、僕には待つということ (Parting in you, waiting in me) (2010年、ソロ、KBSドラマ『성균관 스캔들 (成均館スキャンダル)』OST)
- 『지켜줄게』 守ってあげる (2011年、ソロ、SBSドラマ『보스를 지켜라 (ボスを守れ)』OST)
- 『살아도 꿈인 것처럼』 生きても夢のように (2012年、ソロ、MBCドラマ『닥터진 (Dr.JIN)』OST)
- 『Stay』 (2012年、ソロ、映画『コードネーム：ジャッカル』OST)[224]
- 『싫어도』 嫌でも (2014年6月9日公開、ソロ、MBCドラマ『트라이앵글 (トライアングル)』OST)
- 『우연』 偶然 (2014年7月22日公開、ソロ、MBCドラマ『트라이앵글 (トライアングル)』OST)
- 『불러봐도』呼びかけても (2020年9月18日公開、ソロ、ウェブドラマ『미스터하트（Mr.ハート）』OST)
- 『우리가 사랑해야 하는 것들』私たちが愛さなければならないこと (2020年10月28日公開、ソロ、JTBCドラマ『사생활（プライバシー戦争）』OST)
- 『이 세상에서』この世界で (2022年8月2日公開、ソロ、ウェブトゥーン『낙인의 플레인워커（烙印のプレーンウォーカー）』OST)
- 『この世界で』 (2023年5月5日公開、ソロ、ウェブトゥーン『烙印のプレーンウォーカー』OST 日本語バージョン)

#### その他の楽曲
- 『발걸음』 歩み (Footsteps) （2006年7月、ソロ、東方神起『1st Live Concert Rising Sun』ライブ・アルバムに収録）
- 『Crying』 （2007年、ソロ、東方神起『2nd ASIA TOUR CONCERT "O"』ライブ・アルバムに収録）
- 『그것만 내세상』 これだけが俺の世界（2009年、ソロ、東方神起『The 3rd Asia Tour Concert Mirotic』に収録）
- 『Still in love』（2010年、ソロ、JYJワールドワイド アルバム『The Beginning』に収録）
- 『Dear J』（2014年、ソロ、JYJ2集正規アルバム『JUST US』に収録）

## 作曲・作詞・編曲
| 年     | 曲名 | 収録アルバム・シングル                                                               | 備考                                     |
| ------ | --- | ------------------------------------------------------------------------------------ | ---------------------------------------- |
| 2008年 | Kissしたまま、さよなら (作曲/JEJUNG & YUCHUN) | T                                                                                    |                                          |
| 2008年 | Don't Cry My Lover（作詞・作曲） | Mirotic                                                                              |                                          |
| 2008年 | 사랑아 울지마（愛よ、泣かないで/Don't Cry My Lover) (作詞・作曲) | 「MIROTIC」 - Cバージョン、クリーン・バージョン 第4集 「MIROTIC」 - 日本ライセンス版 |                                          |
| 2009年 | 忘れないで (作詞・作曲) | 「Bolero / Kiss The Baby Sky / 忘れないで」 「The Secret Code」                      | メナード『キレイを磨く3Step』TV-CFソング |
| 2009年 | 9095 （作曲・編曲） 9096 （作曲・編曲） | 「The Secret Code」                                                                  |                                          |
| 2009年 | COLORS 〜Melody and Harmony （作曲・編曲/JEJUNG & YUCHUN） Shelter（作曲・編曲） | 「COLORS〜Melody and Harmony〜/Shelter (JEJUNG & YUCHUN (from 東方神起)」            |                                          |
| 2010年 | Still In Love（作曲・編曲） | JYJ 「The Beginning」- World Wide Album                                              |                                          |
| 2011年 | Nine（作詞・作曲・編曲） Pierrot（作詞・作曲・編曲） I.D.S（作詞・作曲・編曲） | Music Essay 「THEIR ROOMS」                                                          |                                          |
| 2011年 | In Heaven（作詞・作曲・編曲） Boy's Letter（作詞） Get Out（作曲・編曲） | JYJ「IN HEAVEN」                                                                     |                                          |
| 2011年 | 지켜줄게（守ってあげる）（作詞） | ボスを守れ OST                                                                       |                                          |
| 2012年 | No Gain（作詞・作曲） | XIA(ジュンス) 「Tarantallegra」                                                      |                                          |
| 2012年 | 살아도 꿈인 것처럼（生きても夢のように）（作詞） | Dr.JIN OST                                                                           |                                          |
| 2012年 | Until the Sun Rises（作詞） | ペク・スンホン「Baek Seung Heon」                                                    |                                          |
| 2012年 | Stay（作詞） | 映画「コードネーム」OST                                                              |                                          |
| 2012年 | 싫어도（作詞） 우연（作詞） | ドラマ「トライアングル」 OST                                                         |                                          |
| 2012年 | 나만의 위로（作詞・作曲） All Alone（作詞・作曲） One Kiss（作詞） Mine（作詞） | ジェジュン「I」                                                                      |                                          |
| 2013年 | Kiss B（作詞・作曲） Only Love（作詞・作曲） | ジェジュン「Y」                                                                      |                                          |
| 2013年 | 빛(Light)（作詞） Don't Walk Away（作詞） Just Another Girl（作詞） Butterfly（作詞） Rotten Love（作詞・作曲） Let the Rhythm Flow（作詞） 그랬지(It is)（作詞・作曲・編曲） 9+1#（作詞・作曲） Modem Beat（作詞） Paradise（作詞・作曲）                                                  | ジェジュン「WWW」                                                                    |                                          |
| 2013年 | On My Mind（作詞・作曲） | M.PIRE「NEW BORN」                                                                   |                                          |
| 2014年 | Heaven（作詞・作曲） 化妝（朝鮮語詞） | ジェジュン「WWW 化粧を落とす」- Repackage Album                                      |                                          |
| 2014年 | Dear J（作詞） Babo Boy（作詞） Let Me See（作詞） Creation（作詞 | JYJ「JUST US」                                                                       |                                          |
| 2016年 | Good Morning Night（作詞） Love You To Death（作詞） Good Luck（作詞・作曲） 원망해요（恨みます）（作詞・作曲） Breathing（作詞） All That Glitters（作詞） 다시 만나지만 다시 만나겠지만（また会うけど、また会うだろうけど）（作詞） 그거 알아?（それ知ってる？）（作詞） Run Away（作詞） | ジェジュン「No.X」                                                                   |                                          |
| 2020年 | LIFE SUPPORT（作詞） | ジェジュン「愛謡[애요]」                                                             |                                          |
| 2021年 | We're(Korean ver.)（作詞） We're (Japanese ver.)（作詞） | ジェジュン 映画「J-JUN ON THE ROAD」OST                                              | 日本語訳詞協力：矢作綾加                 |
| 2022年 | Locking Love（作詞） Broken Mirror（作詞） | ジェジュン「BORN GENE」                                                              |                                          |

## 出版
| 発売日         | 種別         | タイトル                      | 発行               |
| -------------- | ------------ | ----------------------------- | ------------------ |
| 2010年12月29日 | 写真集       | INTERMODULATION               | Cjes Entertainment |
| 2016年2月18日  | フォトブック | MEMORIES OF 100DAYS           | Cjes Entertainment |
| 2017年5月24日  | フォトブック | KIM JAE JOONG PHOTO BOOK HERO | Cjes Entertainment |
| 2022年10月11日 | エッセイ     | KIM JAE JOONG SPACE SEOUL     | Cjes Entertainment |

| 発売日        | 種別             | タイトル                                                                      | 発行                             |
| ------------- | ---------------- | ----------------------------------------------------------------------------- | -------------------------------- |
| 2014年4月18日 | マガジン         | THE JYJ MAGAZINE NO.3 ジェジュン号 日本版                                     | Cjes Entertainment               |
| 2015年4月5日  | マガジン         | THE JYJ MAGAZINE NO.4 ジェジュン号 日本版                                     | Cjes Entertainment               |
| 2017年6月1日  | トレジャーブック | J's LOVE and REBIRTH                                                          | CSI株式会社                      |
| 2018年7月25日 | 料理本写真集     | JAEJOONG'S ROMANTIC RECIPES～愛をこめてステキな貴方をおもてなしする料理～     | ラブプレゼント                   |
| 2019年8月23日 | 料理本写真集     | JAEJOONG'S ROMANTIC RECIPES vol.2～愛と幸せが満ち溢れたジェジュン流韓国料理～ | WITHSTARS                        |
| 2020年4月     | フォトブック     | J-JUN OFFICIAL PHOTO BOOK Vol.1                                               | J-JUN OFFICIAL FANCLUB "JAEFANS" |
| 2021年2月     | フォトブック     | J-JUN OFFICIAL PHOTO BOOK Vol.2                                               | J-JUN OFFICIAL FANCLUB "JAEFANS" |
| 2022年1月     | フォトブック     | J-JUN OFFICIAL PHOTO BOOK Vol.3L                                              | J-JUN OFFICIAL FANCLUB "JAEFANS" |
| 2021年7月2日  | 写真集           | 映画「ジェジュン:オン・ザ・ロード」公式写真集                                 | STORY WORKS                      |
| 2021年7月2日  | 文庫本           | 映画「ジェジュン：オン・ザ・ロード」文庫本                                    | STORY WORKS                      |

## 出演

### 映画
韓国
- VACATION （2006年）
- 地球で恋愛中 （2006年）
- 天国への郵便配達人 日韓共同制作「テレシネマ7」より - 主演 シン・ジェジュン役（韓国2009年11月、日本2010年5月上映）
- コードネーム：ジャッカル（2012年） - 主演。チェ・ヒョン役。
- ザ・デー（2012年） - 主演。

日本
- ジェジュン：オン・ザ・ロード（2021年7月2日公開）

### ドラマ
韓国
- ボスを守れ(보스를 지켜라) （2011年8月3日 - 2011年9月29日、韓国SBSテレビ） - チャ・ムウォン役
- Dr.JIN (닥터 진)（2012年5月26日 - 2012年8月12日、韓国MBC） - キム・ギョンタク役
- トライアングル(트라이앵글)（2014年5月5日 - 2014年7月29日、韓国MBC） - チャン・ドンチョル/ホ・ヨンダル役
- スパイ〜愛を守るもの〜(스파이)（2015年1月9日-2015年3月6日、韓国KBS） - キム・ソヌ役
- マンホール(맨홀)（2017年8月9日-2017年9月28日、韓国KBS） - ボン・ピル役

日本
- 素直になれなくて （2010年4月15日 - 2010年6月24日、フジテレビ） - パク・ソンス役
- 悪女（わる）〜働くのがカッコ悪いなんて誰が言った?〜 第3話（2022年4月27日、日本テレビ） - 店員 役

### バラエティ番組
- ぜんぶ！ジェジュン（Hulu、2018年5月12日・6月23日・7月21日配信、全3回）
※日テレプラス版 2018年7月21日ほか放送
- JAEJOONG Photo People in Paris（Mnet、2018年10月16日 - 、全12回）
- JAEJOONG Photo People in Tokyo（KBS World、2018年11月17日 - 、全16回）
- 僕は歌が歌いたい（日本テレビ、2020年8月02日 - 、全8回）
- トラベルバディーズ（衛星劇場、2020年8月28日 - 、全10回）
- ジェジュンJ！（BSスカパー、2021年3月29日 - 、全6回）
- トラベルバディーズ2（衛星劇場、2021年10月31日 - 、全10回）
- 韓流 イケキュン！トラベル（ABCテレビ、2021年10月31日）
- JJジャーニー（フジテレビ、2022年11月4日 -2022年12月16日、全6回）
- 신랑수업 新郎授業（花婿修業）（채널A/チャンネルA、2023年3月15日 - ）

### ラジオ
- ジェジュンに恋して（2018年5月2日、NHKラジオ第1） - パーソナリティ：ジェジュン／古家正亨
- 古家正亨のPOP★A（2019年4月3日 - 、NHKラジオ第1） - MC：古家正亨／月1回MC：ジェジュン（2019年4月-2022年3月）
※レギュラー番組（毎週水曜放送）⇒2021年4月から不定期放送
 2021年10月30日からレギュラー番組に復活（毎週土曜放送）⇒2022年4月から不定期放送
 2022年10月からレギュラー番組に復活⇒2023年3月4日で定期放送終了
- ジェジュンのオールナイトニッポンX(クロス)（2022年5月5日、ニッポン放送） - パーソナリティ：ジェジュン

### ミュージック・ビデオ
韓国
- Call Me （2009年） - テグン名義
- Til the Sun rises(해 뜰때까지)(※Teaserのみ公開)（2012年） - Baek Seung Heon(백승헌)名義
- I I YO（2017年） - Gummy(거미) 名義
- Dream Line（2020年） - PurpleBeck (퍼플백) 名義

日本
- blossom （2010年） - 浜崎あゆみ名義

### ゲーム
- Myダーリン♡キム・ジェジュン（2018年3月29日、アイア）

### 広告
- 炭酸美容ブランド 肌ナチュール（2020年4月1日 - ）
- フレグランス OUR STORY（アワー・ストーリー）（2020年7月1日 - ）
- 美容ブランド Page.（ペィジィドット)（2021年6月8日 - ）
- ヒューマングレード総合栄養食 MATES Organics（2021年11月11日 - ）
- ホームビューティーケアマッサージブランドAROMANG(アロマン)（2021年11月23日 - ）
- ヘアケア・ボディケアブランド LILAY（リレイ）（2022年6月24日 - ）
- ダイエットコーヒー CaFelice（カフェリーチェ）（2022年8月4日 - ）
- Win mm flora＊（2025年4月19日 - ）

## 公演・イベント
- Solo Fan meeting（2011年12月10日 - 2012年11月10日）
- 1st Asia Tour - Your,My&Mine mini concert&Fan meeting（2013年1月26日 - 6月26日）
- 1st Solo Album Asia Tour - WWW（2013年11月2日 - 2014年1月26日）
- 2015 KIM JAE JOONG J-PARTY（2015年1月21日 - 26日）
- ジェジュンの全て（2015 All of JAE JOONG）（2015年3月15日）
- 2015 KIM JAE JOONG CONCERT IN SEOUL-The Beginning of The End（2015年3月28日・29日）
- 2016 Kim Jae Joong 2nd Album Hologram real live Concert（2016年2月9日 - 4月9日）
- 除隊記念ミニファンミーティング（サイン会）（2016年12月31日）
- 2017 KIM JAE JOONG ASIA TOUR‘The REBIRTH of J’（2017年1月21日 - 4月1日）
- Paradise group キム・ジェジュンスペシャルファンミーティング Welcome back JAEJOONG（2017年6月25日）
- 2017 KIM JAE JOONG ASIA TOUR FANMEETING（2017年10月29日 - 12月10日）
- 2018 KIM JAE JOONG J-PARTY & MINI CONCERT（2018年1月27日）
- Bright Starts in Japan 2018（2018年2月1日）
- The Reunion in Memory（2018年6月26日 - 8月5日）
- ファンミーティング in PARADISE CITY（2018年9月9日）
- JAEJOONG Hall Live Tour 2018 ~SECRET ROAD~（2018年9月17日 - 11月2日）
- AiiA×キム・ジェジュン ハニホリスペシャルファンミーティング2018（2018年11月26日）
- 2019 KIM JAE JOONG J-PARTY&MINI CONCERT（2019年1月20日 - 3月9日）
- JAEJOONG 2019 ARENA TOUR～Flawless Love～（2019年4月10日 - 6月19日）
- 2019 キム・ジェジュンファンミーティングin PARADISE CITY（2019年7月21日）
- AiiA×JAEJOONG ハニホリスペシャルファンミーティング2019（2019年11月20日）
- J-JUN LIVE 2019 ～Love Covers～（2019年11月16日・17日）
- 2020 KIM JAE JOONG Asia Tour Concert in Seoul（2020年1月18日・19日）
- J-JUN MONDAY&FRIDAY PARTY（2020年1月27日・31日）
- J-JUN LIVE BOKUNOUTA 2020（2020年10月3日）
- 1stオンラインコンサート『THE LAST ON-CERT』（2020年12月5日）
- キム・ジェジュン With J-Party X バニラステージ（2021年1月26日）
- ハニホリスペシャルファンミーティング（2021年3月27日）
- J-JUN ForRest Tuesday PARTY with JAEFANS 2021（2021年5月22日）
- J-JUN CHRISTMAS PARTY with JAEFANS（2021年12月25日）
- 2022 KIM JAE JOONG J-PARTY（2022年1月23日）
- J-JUN THURSDAY PARTY with JAEFANS 2022（2022年4月14日）
- AiiA×JAEJOONG ハニホリスペシャルファンミーティング2022（2022年8月29日）
- 2022 KIM JAE JOONG ASIA TOUR CONCERT（2022年9月17日 - 10月8日）
- J-JUN LIVE TOUR 2022～Fallinbow～（2022年10月29日 - 2023年1月15日）
- J-JUN TUESDAY PARTY 2023（2023年1月24日・31日）
- 2023 KIM JAE JOONG Asia Tour Concert<J-PARTY>（2023年1月28日 - 6月11日）
- J CONCERT: Kim Jae Joong ASIA Tour（2023年7月28日）

### 写真展
- PHOTO PEOPLE in PARIS~Le Premier Pas~華麗なるパリの軌跡とアート展（2017年11月10日 - 2019年3月31日）

## 広報大使
- FLL KOREA 広報大使（2011年）[251]※JYJ
- 世界海外韓人貿易協会広報大使（2011年）[252]※JYJ
- 済州島世界7大自然景観広報大使（2011年）[253]※JYJ
- 韓国電力公社広報大使（2011年）[254]※JYJ
- UN AIDSアジア太平洋地域（アジア太平洋地域エイズ国際会議(ICAAP10)）広報大使（2011年）[255][256]※JYJ
- 個人情報保護キャンペーン（Do It Now campaign）広報大使（2011年）[257]※JYJ
- 教育科学技術部「学校文化を変える」On-line広報大使（2011年）[258]※JYJ
- ソウル核安保首脳会議（核安全保障サミット）広報大使（2012年）[259]※JYJ
- 韓日交流総合展広報大使（2012年）[260]※JYJ
- 仁川アジア競技大会広報大使（2013年）[261]※JYJ
- 韓国医療観光広報大使（2014年）[262]※JYJ
- 世界水フォーラム地球村水の分かち合い広報大使（2014年）[263]※JYJ
- 公州市・百済文化祭広報大使（2017年）[264][265]
- 北東アジア初複合リゾート"パラダイスシティ（PARADISE CITY）"広報大使（2017年）[266]

## 受賞歴
- 第14回 日刊スポーツ・ドラマグランプリ 春ドラマ選考助演男優賞部門1位、「素直になれなくて」作品賞部門1位（2010年） - 東日本大震災の為、実施されなかった[267]
- 2011 SBS 演技大賞ニュースター賞 - 「ボスを守れ」で共演のワン・ジヘなどと受賞[268]
- 第28回 ベストジーニスト2位（2011年）[269]
- 第3回 Shorty Awards セレブリティ部門1位（2011年）
- 2012 MBC 演技大賞 男子（男性）新人賞 - 「ドクターJIN」（2012年）[270]
- 第29回 ベストジーニスト2位（2012年）[271]
- 第4回 Shorty Awards セレブリティ部門1位（2012年）[272]
- 第8回 ソウルドラマアワード 韓流ドラマ主題歌賞（2013年）[273]
- 第7回 コリアドラマアワード 男性最優秀賞（2014年）[274]
- 第5回 音悦台(YinYueTai)『V』チャートアワード」「Top Male Artist-Korea(韓国最高の男性歌手賞)」（2017年）[275]
- 第7回 大韓民国韓流大賞 歌手部門大衆文化大賞 （2017年）[276]
- 第31回 ゴールデンディスクアワード アジア人気賞（2017年）[277]
- 2018 Cosmo beauty Awards 輝くビューティーアイドル賞(2018年)[278]
- 第13回 アジア・フィルム・アワード（ASIAN FILM AWARDS） 次世代スター賞（AFA Next Generation Award）(2019年)[279]
- 第24回 釜山国際映画祭 第1回アジアコンテンツアワード Excellence Award(2019年)[280]
- 第36回 ベストジーニスト2位(2019年)[281]
- 亚洲新歌榜2019年度 盛典海外人气歌手（アジア新曲チャート授賞式） 海外人気歌手賞（Fresh Asia Award）（2019年）[282]
- 第61回 日本レコード大賞 企画賞『Love Covers』(2019年)[283]
- 第34回 日本ゴールドディスク大賞 ベスト3アルバム【アジア】『Love Covers』(2020年)[284]
- 第37回 ベストジーニスト1位(2020年)[285]
- 2023Asia Artist Awards IN THE PHILIPPINESで「Best Choice Award」（ベストチョイス賞）、「Top of K-pop Record Award」（K-POPトップレコード賞）を受賞[286]
- 2024年9月7日、『2024 THE FACT MUSIC AWARDS』（TMA）にて「Hot stage of the year」「Artist of the year」の2つの賞を受賞[287]
- 2025年2月16日、『32周年ハントミュージックアワード 2024』(HMA)にて「Great Male Artst」「Grand Wave Musician」を受賞し、2冠を達成[288]